# Puelén
Puelén ist eine Gemeinde im gleichnamigen Departamento in der Provinz La Pampa im Zentrum Argentiniens.
Der Name stammt aus der Mapuche-Sprache und bedeutet Ebene des Ostens.

## Geschichte
Am 19. August 1882 kam es in der Nähe der späteren Siedlung zur Batalla de Cochicó, die Teil der Conquista del desierto (dt. Wüsteneroberung) war.
Die Siedlung wurde am 14. November 1893 gegründet und 1945 zur Gemeinde ernannt.
Zwischen 1974 und 1978 wurde zwischen Puelén und den Gemeinden Chacharramendi (Departamento Utracán), La Reforma (Departamento Limay Mahuida) und Puelches (Departamento Curacó) ein Wasserversorgungssystem errichtet, dessen Gesamtlänge 207 km beträgt.
Im Jahr 1991 verfügte die Gemeinde über 763 Einwohner, im Jahr 2001 waren es 836.

## Wappen
Das Wappen ist der Form des Departamento nachempfunden. Es zeigt  neben einer Ziege einen Tamarindenbaum und einen kleinen See, zudem ein Heiligenbild und weist mit dem weißblauen Band und der aufgehenden Sonne klare Bezugspunkte zu Nation und Provinz auf.